# 斉藤利男
斉藤 利男（さいとう としお、1950年3月27日 - ）は、日本の日本史学者、弘前大学名誉教授。専攻は日本中世史。

## 著書
茨城県生まれ。1973年東北大学文学部国史学科卒業。1982年同大学院文学研究科博士課程後期単位取得退学。1983年弘前大学教育学部講師、1986年助教授、1997年教授、2015年3月退官。2018年弘前学院大学社会福祉学部特任教授。
- 『平泉 よみがえる中世都市』岩波新書　1992
- 『奥州藤原三代 北方の覇者から平泉幕府構想へ』山川出版社 日本史リブレット　2011
- 『平泉　北方王国の夢』講談社選書メチエ、2014

### 編著
- 『北の内海世界 北奥羽・蝦夷ヶ島と地域諸集団』入間田宣夫、小林真人共編 山川出版社 1999
- 『青森県の歴史』長谷川成一、村越潔、小口雅史、小岩信竹共著 山川出版社 県史 2000
- 『北の環日本海世界 書きかえられる津軽安藤氏』村井章介、小口雅史共編 山川出版社 2002
- 『北の防御性集落と激動の時代』三浦圭介、小口雅史共編 同成社 2006
- 『十和田湖が語る古代北奥の謎』義江彰夫、入間田宣夫共編著 校倉書房 2006
- 『生き方・地域の縁を語る 樹木葬和尚とともに』千坂げんぽう編著 玄侑宗久、赤坂憲雄共著 本の森 2007
- 『霊山十和田－忘れられたもうひとつの十和田湖』十和田湖伝説の伝え方を考える会共編著　文化出版　2018
- 『戦国大名南部氏の一族と城館』戎光祥中世織豊期論叢３　斉藤利男編著　戎光祥出版　2021